# Barkhagen
Barkhagen är en kommun i Landkreis Ludwigslust-Parchim i förbundslandet Mecklenburg-Vorpommern i Tyskland.
Kommunen bildades den 13 juni 2004 genom en sammanslagning av de tidigare kommunerna Barkow och Plauerhagen.
Kommunen ingår i kommunalförbundet Amt Plau am See tillsammans med kommunen Ganzlin och staden Plau am See.